# سیارک ۶۴۷۹
سیارک ۶۴۷۹ (به انگلیسی: 6479 Leoconnolly، نامگذاری:1988LC) شش هزار و چهارصد و هفتاد و نهمین سیارک کشف شده‌است که در ۱۵ ژوئن ۱۹۸۸ کشف شد.
قدر مطلق سیارک برابر ۱۲٫۷۰ است.